# 扬子晚报
《扬子晚报》是中华人民共和国的一份晚报，也是江苏省创办的第一家晚报以及江苏省唯一的省级晚报，于1986年元旦在南京创刊，现由新华报业传媒集团主办。报头由时任中共中央總書記胡耀邦题写。
《扬子晚报》是中国发行量最大的晚报，也是世界百大报纸之一，日均发行量达180万份，曾创造最高210万份日发行量的纪录。该报以“宣传政策，反映生活，倡导文明，传播知识”为办报宗旨，以“新闻信息量大，文章短小精悍，生动活泼，可读性强”为主要特色。

## 历史与概况
中共十一届三中全会后，中国大陆各地已经停刊的晚报相继复刊，一些新创立的晚报也相继创刊，晚报在全国范围内蓬勃发展。到1985年时，中国大陆已经有十六七家晚报，当时城镇人口超过一千万的江苏省还没有一家晚报。另外，在当时的文化市场上存在较多的小报，且存在相对低俗的内容。为了抵制内容低俗的小报，新华日报编委会决定，将新华日报社主办的原《江苏市场报》和《新华青年报》整合，创办一份晚报。这家新创立的晚报的名字并未使用“南京晚报”、“江苏晚报”的名称，而是定名为《扬子晚报》。之所以定名为《扬子晚报》，是因为读者定位虽然重点放在南京，但同时照顾到长江三角洲各个城镇的居民。由于长江下游横穿江苏，而这段长江古人称之为扬子江，故取名扬子晚报。1986年元旦，《扬子晚报》创刊，黄生甫出任该报首任总编辑。
创刊初期，该报仅有4版，各版面的主要内容为要闻、社会生活社会服务、文摘/副刊（周一至六，隔天文摘，隔天副刊）/文化娱乐综合（周日）和文化体育、国际新闻。1992年扩版至8版，各版面的主要内容为要闻、社会、大都市、体育新闻（每天登一节小说连载）、文化新闻（每天登一节小说连载）、每日文摘、国际和台港澳新闻和副刊，并对栏目进行了适当调整。1993年起，该报不定期加张，包括一个版特写报道《扬子广角》、一个版的市场信息和两个版的广告。
1988年，《扬子晚报》实施“拓宽、加重、深化、搞活”新闻报道的业务改革，到1990年调整报道格局，以“两压缩，两加强”为调整要点。
1991年1月3日，在纪念《扬子晚报》创刊五周年座谈会上，时任中共江苏省委副书记孙家正对该报作出“小报也有大方向，晚报亦有早新闻”的评价。
《扬子晚报》创刊以来，发行量以平均每年增加10万份的幅度递增，广告收入连年翻番。根据《扬子晚报》时任总编辑朱铭佐的说法，该报在1986年-2006年的发展历程可以分为四个阶段：
- 第一个阶段（1986年至1992年，初创阶段）：该报日发行量从1986年的11万多份，上升到1992年的57万多份，广告收入从1986年的51万元到1992年的1290万元；
- 第二个阶段（1992年至1999年，大发展阶段）：该报日发行量从57万份增加到145万份，广告收入从1290万元增加到3.14亿元；
- 第三个阶段（1999年至2004年）：这一时段都市报开始创刊，各大晚报、都市报纷纷出现“价格战”，其中以南京晚报、都市报市场价格战最为激烈。当年《扬子晚报》售价仍为5角钱一份，而在竞争对手方面，却出现了1角钱的报纸和订报送等价实物的免费报纸。直到2004年，还有一家对开40个版的报纸打出了2角钱一份的价格。虽然《扬子晚报》发行量略有影响，但总体仍保持领先的地位。在此阶段，《扬子晚报》日发行量从1999年的145万份发展到2004年的180万份左右，最高超过200万份；广告营业额也从3.14亿元增加到4.5亿元；
- 第四个阶段（2004年至今）：2004年9月22日，《扬子晚报》在全国率先推出了“滚动出报”、“一报两投”的举措，在早晨和下午两次向读者投递报纸。后为与早报（都市报）市场竞争，《扬子晚报》于2006年8月29日改版中，改为早晨出版发行，与中国大陆大部分晚报发行方式一致[2][3]。

2014年12月，《扬子晚报》随新华报业传媒集团旗下报纸迁入位于河西新城的新华报业传媒广场。
2017年6月29日，《扬子晚报》宣布推出融媒体新闻产品“紫牛新闻”，以原创、深度、新意为特色，整合文字、摄影、视频、H5交互等原创内容团队。“紫牛”是取自“扬子牛”的谐音，意即扬子晚报为读者“俯首甘为孺子牛”。“紫牛新闻”团队发表的报道会在《扬子晚报》纸质版、微信公众号、官方微博、官方客户端“扬眼”和扬子晚报网等旗下所有媒体刊登。

## 版面与内容
《扬子晚报》创刊初期，版面仅有4版。此后该报进行了多次扩版，先后扩至16版、20版、48版，并不定期加张免费附送，南京地区多至112版。目前《扬子晚报》为配合新媒体发展及降低因新闻纸涨价而带来的高额印刷成本已全面减版，一般情况下该报周一至周六出版24版，周日16版，节假日视情况出版8版或16版。
《扬子晚报》在江苏省内各城市和上海、马鞍山等地开设记者站，每个城市的记者站由一名至数名记者组成，负责当地新闻的采写，各个记者站由报社总部的区域新闻部统筹。驻各地记者站记者在写稿之前，会通过内部的QQ群将新闻标题及内容上报，然后报社总部的区域新闻部事先对版面进行初步安排，待驻站记者把稿件全部传到总部后，总部根据版面需求对记者的稿件进行删减修改和定稿。而其他部门也会进行各版新闻的编辑工作，最后排版出报。另外，该报编委会每天晚上皆会准时开会，商讨次日出版报纸的内容，安排头版和第二版等重要版面的内容，并统筹整张报纸结构和内容的安排。在江苏省内社会新闻刊登方面，《扬子晚报》会根据新闻的重要性程度依次排版。其中最重要的社会新闻以整版专题的形式刊发，比较重要的新闻放在"江苏新闻"版面，而次要的新闻放在地方版面中。
目前《扬子晚报》固定版面如下：
- A叠（新闻）：要闻（江苏省内及国内要闻）、紫牛新闻、焦点新闻、江苏新闻、财经新闻、文娱新闻、体育新闻、扬子彩经、国际新闻
  - 已取消版面：扬子时评、中国新闻、港澳台新闻（目前江苏省外社会新闻已改在新媒体平台发布）、扬子广角（特写报道）
  - 财经新闻、文娱新闻、体育新闻、扬子彩经版面曾一度放置于A2叠出版。
  - A叠较前的版面内容以较重要的新闻内容为主。其中，A1版为头版；A2版通常为"要闻"版，刊发江苏省内及国内的重大事件；其余较前的版面则是以省内为主的重大的社会事件，比较重大的社会事件通常都以整版的形式刊发，以显示其重要性；在该版面之后则为“江苏新闻”，刊发江苏省内各地发生的社会新闻[8]。
- B叠（副刊）：网罗天下、繁星、男左女右
  - 已取消版面：大连载、连载、美文拔萃、全媒体等
  - 其中《繁星》版面为刊登散文作品的专版，版面名由冰心题写。

另外，B叠也会每周出版周刊（其中周五部分周刊安排于C叠出版），包括《生命周刊》（周一）、《主妇时代》（周二，已停刊）、《成长周刊》（周三）、《扬子风尚》（周四，已停刊）、《汽车时代》（周五，现已并入A叠）、《数码时代》（周五，已停刊）、《扬子楼市》（周五，已停刊，限部分地区出版）、《扬子家居》（周五，已停刊，限部分地区出版）、《电视周刊》（周六，限南京出版）、《声色周刊》（周日，限南京出版）、《扬子鉴藏》（周日，原安排于周五出版，现已并入A叠）、《法治周刊》（周日）等。
在地方版面方面，《扬子晚报》会在各城市发行地方版面，其中南京地区发行“南京城事”版，一般安排在A3叠（现安排于A叠，周一至周五出版）；而苏州、无锡、常州地区发行各自的地方版面分别使用“苏州城事”、“无锡城事”、“常州城事”的名称，一般安排于C叠。需要说明的是，苏锡常地区出版的地方版面最初为周二至周五出版，现改为每周五出版（如有出版特刊的情形则会临时出版）。而在苏中、苏北地区，《扬子晚报》在C叠开设“都市生活”版面。该版面在苏中、苏北地区8市均为统一版面，采写的是苏中、苏北地区的社会新闻，由苏中、苏北地区各地记者站记者采写稿件后发至报社总部的区域新闻部，由总部统一编辑稿件和排版发行。另外，《扬子晚报》也会在上海、马鞍山、芜湖等地设置专门的地方新闻版，以满足当地读者的需求。而南京、苏州、无锡、常州地区出版的地方版除提供当地社会新闻外，还设有每周出版的消费性周刊（目前仅剩“南京城事”版设有每周出版的消费性周刊）。

## 发行
虽然《扬子晚报》理论上面向全国发行，但是，该报主要发行范围为江苏省内及周边部分省市。
与中国大陆其他报纸一样，《扬子晚报》创刊初期，实行委托邮局发行的模式。1987年1月，为了减轻邮局负担，满足广大读者的需要，《扬子晚报》开始实施自办发行模式。当日报纸在中午印刷后，由报社车队送到各发行站，当天下午即可将报纸送到订户手中。截至2007年6月，该报设立了60个发行点，还在安徽设立了5个代销点。2003年12月26日，扬子晚报组建“九九递送公司”，共设58家发行站。2004年1月1日，九九递送公司正式营运。
《扬子晚报》在1987年5月19日宣布进入安徽市场，先期在马鞍山市开展零售，之后进入芜湖、宣城、蚌埠、滁州和铜陵市场开展零售。为了使南京以外江苏省内其他地区的读者也能够读到当天的报纸，为此在1992年7月1日，《扬子晚报》在无锡设立代印点，之后在1993年12月28日在扬州设立代印点。1995年3月12日，《扬子晚报》宣布进入上海市场销售，并于同年4月1日设立上海印点。目前《扬子晚报》在江苏各地级市和周边地区的上海、安徽等地共设有17个分印点。
2004年9月22日，《扬子晚报》在全国率先推出了“滚动出报”、“一报两投”的举措，在早晨和下午两次向读者投递报纸。后为与早报（都市报）市场竞争，《扬子晚报》于2006年8月29日改版中，改为早晨出版发行。
根据世界报业协会在2010年发布的世界百大报纸列表中，《扬子晚报》以173.8万的日发行量位居世界第22位，中国第4位（排在《参考消息》、《人民日报》、《广州日报》之后）。《扬子晚报》曾创造了210万份的发行量纪录。在南京地区，《扬子晚报》在当地的市场占有率位居第二位，仅次于《金陵晚报》；而在上海地区，《扬子晚报》在当地的市场占有率位居第三位，仅次于上海当地出版的《新民晚报》和《新闻晨报》。

## 新媒体
《扬子晚报》于1998年开办网站，是中国较早开办官方网站的报纸之一。该报之后又开办了移动客户端、官方微博和微信，2013年开办了“轻量化生活服务网站”扬网，此后又上线了“扬眼”、“扬子头条”客户端。

## 争议事件
2014年12月21日，《扬子晚报》未经核实，将某网站刊发的《成都男20张火车票送女友 丈母娘一开心聘礼只要50万》的报道改编后，以《男子抢20张火车票送女友 岳母大悦聘礼减半》为题刊发，属于某抢票软件企业炮制的虚假新闻。随后，江苏省新闻出版广电局依法对《扬子晚报》作出警告、罚款1万元的行政处罚。